# Egipcjanka
Egipcjanka – potoczna nazwa antykwy linearnej szeryfowej, charakteryzującej się prostymi formami wykorzystującymi prawidła geometrii (prostokąt, kwadrat, trójkąt, koło, owal) i pionową lub prawie pionową osią liter okrągłych (cechy wspólne z groteskiem), obecnością wyraźnych, prostokątnych (belkowych) szeryfów (cecha odróżniająca od grotesku) i silną konstrukcją znaków.

## Historia
Pierwsze kroje tego pisma powstały w Anglii na początku XIX w., tj. w okresie panującej egiptomanii, czyli zapoczątkowanej wyprawami Napoleona mody na wszystko, co związane ze starożytnym Egiptem; moda ta powróciła w XX w. po kolejnych słynnych odkryciach archeologicznych (m.in. odkryciu w 1922 r. grobowca faraona Tutanchamona). Marketingowym chwytem stało się nadawanie nowym krojom pisma nazw w rodzaju: Pharaon, Karnak, Scarab (od skarabeusza), Glypha (od hieroglifów), Memphis, Cairo, Osiris; kroje te, określane wspólną nazwą „egipcjanki”, służyły zwłaszcza rozwijającej się reklamie (plakaty).

## Zastosowanie
Egipcjanki wykorzystuje się w typografii zdecydowanie rzadziej niż groteski lub pozostałe antykwy. Nadają się przede wszystkim do krótkich tekstów (tytuły, druki akcydensowe, logo), choć niektóre kroje, np. Candida, której polskim odpowiednikiem była Wisła, sprawdzają się równie dobrze w składach dziełowych (np. w podręcznikach).

## Przykłady
Inne znane kroje określane mianem egipcjanek: Bitstream Vera Serif, Boton, Computer Concrete Roman, Corporate, Clarendon, Egyptienne, Rockwell, Beton, City, Lubalin Graph, Stymie, Lino Letter, Caecilia, Lucida Serif, Egizio, Serifa.